# Orchestina thoracica
Orchestina thoracica är en spindelart som beskrevs av Xu 1987. Orchestina thoracica ingår i släktet Orchestina och familjen dansspindlar. Inga underarter finns listade i Catalogue of Life.